# خیانت (فیلم ۱۹۸۳)
خیانت (انگلیسی: Betrayal) فیلمی در ژانر درام به کارگردانی دیوید جونز است که در سال ۱۹۸۳ منتشر شد. این فیلم بر اساس نمایشنامه‌ای به همین نام نوشته هارولد پینتر ساخته شده‌است. در سال ۱۹۸۳ این فیلمنامه نامزد دریافت جایزه اسکار بهترین فیلم‌نامه اقتباسی شد.

## بازیگران
- جرمی آیرونز
- بن کینگزلی
- پاتریشیا هاج
- اَوریل اِلگار